# Vaffel
Vaffel, også omtalt som vaffelkage, er et bagværk på linje med pandekagen. De mest almindelige ingredienser er hvedemel, mælk og æg. 
De bages i et vaffeljern. Vaffeljern findes i flere forskellige varianter. Det mest almindelige vaffeljern bager vafler i hjerteform. En kendt variant er den firkantede vaffel, som også sælges som belgiske vafler.